# Kami Kuzu Idol
Kami Kuzu Idol (神クズ☆アイドル Kami Kuzu Aidoru?), también conocida como Phantom of the Idol, es una serie de manga de comedia japonesa de Hijiki Isoflavone. Se ha publicado en serie en la revista de manga shōjo Gekkan Comic Zero Sum de Ichijinsha desde el 28 de diciembre de 2017 y se ha recopilado en seis volúmenes tankōbon hasta el momento. El manga tiene licencia en Norteamérica por Kodansha USA. Una adaptación de la serie a anime producida por Studio Gokumi se emitió del 2 de julio al 3 de septiembre de 2022.

## Argumento
Yuuya, una de las mitades del dúo de boy-pop ZINGS, puede ser el artista más perezoso de la industria musical japonesa. Su compañero sale a dar el 110% cada noche (y, afortunadamente, es bastante popular), pero los bailes mediocres y descuidados de Yuuya, y su actitud francamente hostil hacia el público, hacen que los fanáticos le odien y que su agente busque cualquier excusa para dejarlo libre. La carrera de un idol del pop no es el camino del ocio fácil y la adulación que Yuuya esperaba… Después de una aparición en un concierto particularmente inerte, Yuuya conoce a una chica entre bastidores. Está vestida de punta en blanco con un traje colorido, está llena de energía y vigor, y todo lo que quiere de la vida es actuar. Sólo hay un problema: lleva un año muerta. Se trata del fantasma de Asahi Mogami, la querida cantante cuyo tiempo en el escenario se vio trágicamente truncado, a no ser que… Si los fantasmas son reales, ¿es la posesión de espíritus realmente tan exagerada?

## Personajes
Yūya Niyodo (仁淀ユウヤ Niyodo Yūya?)
 Seiyū: Fumiya Imai
Asahi Mogami (最上アサヒ Mogami Asahi?)
 Seiyū: Nao Tōyama
Kazuki Yoshino (吉野カズキ Yoshino Kazuki?)
 Seiyū: Shun Horie

## Contenido de la obra

### Manga
Kami Kuzu Idol está escrito e ilustrado por Hijiki Isoflavone. La serie comenzó a publicarse en la revista Gekkan Comic Zero Sum de Ichijinsha desde el 28 de diciembre de 2017. Ichijinsha recopila sus capítulos individuales en volúmenes tankōbon. El primer volumen fue publicado el 25 de junio de 2018, y hasta el momento han sido lanzados seis volúmenes.
El manga tiene licencia en Norteamérica por Kodansha USA.
| Volúmenes de manga publicados | Volúmenes de manga publicados | Volúmenes de manga publicados                                             |
| Número                        | Fecha de publicación          | ISBN                                                                      |
| ----------------------------- | ----------------------------- | ------------------------------------------------------------------------- |
| 1                             | 25 de junio de 2018           | ISBN 9784758033602                                                        |
| 2                             | 25 de abril de 2019           | ISBN 9784758034241                                                        |
| 3                             | 25 de junio de 2020           | ISBN 9784758035248                                                        |
| 4                             | 24 de abril de 2021           | ISBN 9784758036016                                                        |
| 5                             | 25 de enero de 2022           | ISBN 9784758036962 (edición normal) ISBN 9784758036979 (edición especial) |
| 6                             | 25 de julio de 2022           | ISBN 9784758037648 (edición normal) ISBN 9784758037655 (edición especial) |

### Anime
El 26 de noviembre de 2021 se anunció una adaptación de la serie a anime. Está producida por Studio Gokumi y dirigida por Daisei Fukuoka, con guiones escritos por Yasuko Aoki, diseños de personajes a cargo de Saori Hosoda y música compuesta por myu. Se emitió del 2 de julio al 3 de septiembre de 2022. El tema de apertura es «Let's Zing!», mientras que el tema de cierre es «Kimikira» (キミキラ?), ambos interpretados por la unidad musical ZINGS, compuesta por Fumiya Imai y Shun Horie. Sentai Filmworks ha licenciado la serie.

## Recepción
En 2019, Kami Kuzu Idol ocupó el tercer lugar en el quinto Next Manga Award en la categoría de impresión.